# Heteropoda lindbergi
Heteropoda lindbergi är en spindelart som beskrevs av Roewer 1962. Heteropoda lindbergi ingår i släktet Heteropoda och familjen jättekrabbspindlar.
Artens utbredningsområde är Afghanistan. Inga underarter finns listade i Catalogue of Life.